# Amor de engaño
Amor de engaño è un singolo del gruppo musicale argentino Erreway, pubblicato nel 2002, come quinto estratto del primo album in studio Señales.
Sul sito Last.fm si classifica quarto tra i singoli più ascoltati degli Erreway. Il videoclip è diretto da Cris Morena e appaiono Luisana Lopilato e Felipe Colombo oltre ad dei ballerini.
Oltre ad essere presente in Señales, è presente nelle compilation El disco de Rebelde Way e Erreway presenta su caja recopilatoria.

## Tracce
Testi e musiche di Cris Morena e Carlos Nilson.
1. Amor de engaño – 4:00